# 多米尼克·莫納漢
多米尼克·莫納漢（1976年12月8日—），英國男演員。他以演出《三部曲》中的梅里雅達克·烈酒鹿（Meriadoc Brandybuck）和中的查理·佩斯（Charlie Pace）兩角而受到國際矚目。

## 傳記

### 早期生活
多米尼克·莫納漢出生在德國柏林，並由英國籍的父母扶養長大。和家人在他12歲時搬到英格蘭的斯托克波特（Stockport）。莫納漢熟悉的第一語言是英語，德文是他的第二語言，他擅長模仿和複製不同的口音。莫納漢曾就讀 St Anne's RC 高中（他的舅舅在該校任教，並在隨後成為資深教師），之後在艾奎納斯學院（Aquinas College）主修英國文學、戲劇和地理。當他在就讀學院時，他在英國廣播公司（BBC）的《Hetty Wainthropp Investigates》中演出，這是他第一次飾演主要角色。

### 個人生活
2005年11月8日，莫納漢和合作的演員伊凡潔琳·莉莉（Evangeline Lilly）被拍攝到親密接吻的照片，並在許多雜誌和網站上刊載。至2006年8月9日，兩人並未公開他們之間的關係，莉莉表示「關於我們正在交往這件事只是謠言... 多明尼克是一個很棒的人。」
莫納漢也是一位積極的環境保護人士，他參加種植樹木和保護森林的活動，並在印度擁有一小片森林。
莫納漢在右手臂上有一個精靈語數字「9」的刺青圖案，是因為他在《魔戒三部曲》電影中的參與，他的角色（梅利）是9名魔戒遠征隊隊員的其中之一。一些其他的角色也在電影拍攝期間刺了相同的刺青。在他的左手臂上有另一個寫著「Living is easy with eyes closed」（閉上眼睛的生活很輕鬆），這是出自披頭四（The Beatles）歌曲《Strawberry Fields Forever》中的歌詞。在中，查理手指上的繃帶分別寫著英文字母並能組合成一個單字，這是莫納漢提出的構想，他認為查理作為一個表演者，就算他流落到熱帶荒島上也想要表達自己的想法。莫納漢在該劇中也實際彈奏了吉他，並在《Jimmy Kimmel Live》節目中，和 Kimmel 合力創作了一首歌曲，歌詞寫道「我們在荒島迷失，我們離家遙遠；我們在荒島迷失，但我們並不孤獨...」
莫納漢也在一部以《魔戒》系列支持者為主題的記錄片《Ringers: Lord of the Fans》中擔任旁白。

## 軼事
- 在的拍攝現場，他和飾演的喬治·葛西亞（Jorge Garcia）結為知己
- 莫納漢為人道對待動物協會（PETA）拍攝了以關懷野生動物為主題的廣告。 （页面存档备份，存于）

## 作品
- 《默》（2018年）
- 《寵物情劫》(2015年)
- 《X戰警：金鋼狼》（2009年）— 克里斯·布拉德利（Chris Bradley）
- （2004年—至今）（電視影集）— （Charlie Pace）
- 《Shooting Livien》（2005年）— 歐文（Owen）
- 《The Purifiers》（2004年）— 索爾（Sol）
- 《Spivs》（2004年）— 葛特（Goat）
- 《An Insomniac's Nightmare》 (2003年）— 傑克（Jack）
- 《指环王：王者归来》（2003年）— 梅利（Meriadoc Brandybuck）
- 《指环王：双塔奇兵》（2002年）— 梅利（Meriadoc Brandybuck）
- 《指环王：护戒使者》（2001年）— 梅利（Meriadoc Brandybuck）（客串演出咕嚕的聲音）
- 《Monsignor Renard》（2000年）（電視影集）— Etienne Pierre Rollinger
- 《This is Personal: The Hunt for the Yorkshire Ripper》（2000年）— Jimmy Furey
- 《Hostile Waters》（1997年）（電視電影）— Sasha
- 《Hetty Wainthropp Investigates》（1996年）（電視影集）— Geoffrey Shawcross

## 外部連結
- 多米尼克·莫納漢在互联网电影资料库（IMDb）上的資料（英文）